# 田部井文雄
田部井 文雄（たべい ふみお、1929年 - 2019年7月20日）は、日本の漢文学者。

## 略歴
群馬県生まれ。東京教育大学中国文学科卒、同大学院修士課程修了。都留文科大学助教授、教授、千葉大学教授、1993年定年退官、愛国学園大学教授。湯島聖堂斯文会参与。小金井雑学大学学長。若い頃から『大漢和辞典』をはじめとする漢和辞典・高校教科書などの編集に携わり、NHKラジオ・テレビの放送なども担当した。

## 著書
- 『唐詩三百首詳解』上・下、大修館書店 1988-1990
- 『中国自然詩の系譜 詩経から唐詩まで』大修館書店 1995
- 『陶淵明のことば』MY古典　斯文会 明徳出版社(発売) 2004
- 『「完璧」はなぜ「完ぺき」と書くのか これでいいのか? 交ぜ書き語』大修館書店 2006
- 『四字熟語物語－故事来歴をひもとく』大修館書店 2007
- 『漢字文化の魅力－漢文塾』上・下、明治書院 2010-2011

### 共編著
- 『漢文学習小事典』共著　大修館書店 1972
- 『標音唐詩三百首』菅野礼行共編　大修館書店 1980
- 『漢文名作選 3 漢詩』高木重俊共著　大修館書店 1984
- 『錢起詩索引』編　汲古書院 1986
- 『大修館漢文学習ハンドブック』菅野礼行、江連隆共編著　大修館書店 1990
- 『社会人のための漢詩漢文小百科』江連隆、菅野礼行、土屋泰男共編著　大修館書店 1990
- 『研究資料漢文学 第6巻 文』渡部英喜・吉崎一衛共著　明治書院 1993
- 『高等学校古典 I‐II』田口和夫共編　大修館書店 1995‐96
- 『高等学校 史記・十八史略抄』共編　大修館書店 1995
- 『高等学校 唐代詩文選』共著　大修館書店 1996
- 『精選古典I‐II』田口和夫共編　大修館書店 1999‐2000
- 『漢文名作選 古今の名詩』高木重俊共著　大修館書店 1999
- 『陶淵明集全釈』上田武共著　明治書院 2001
- 『四字熟語辞典』編　大修館書店 2004
- 『漢文教育の諸相 研究と教育の視座から』編　大修館書店 2005